# Saint-Joseph, Réunion
Saint-Joseph là một xã thuộc tỉnh Réunion. 

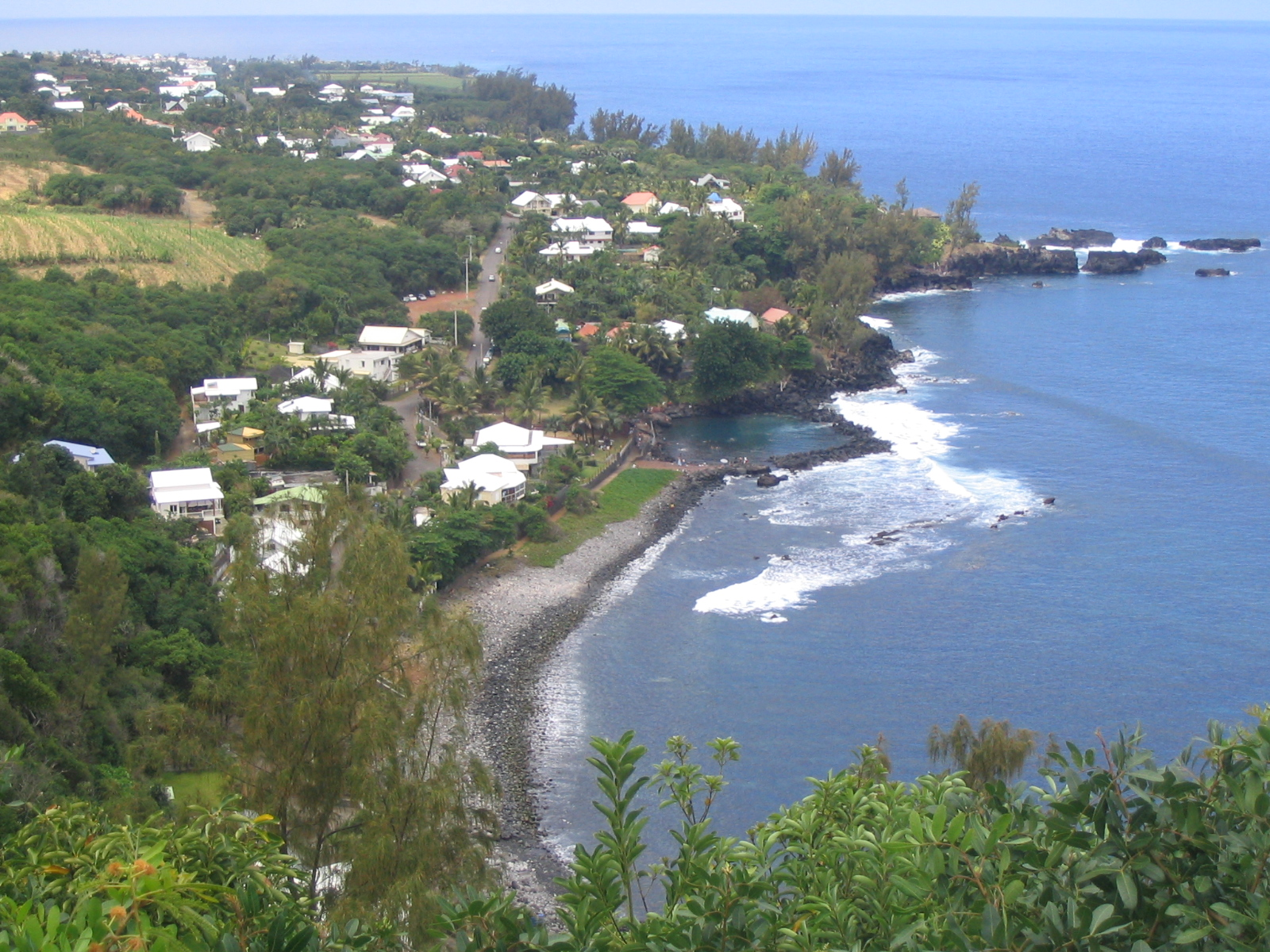
Manapany